# Équipe cycliste Panasonic
Panasonic est une ancienne équipe cycliste néerlandaise ayant existé de 1984 à 1992. Elle était sponsorisée par l'entreprise Panasonic. Elle succéda à l'équipe Raleigh et précéda l'équipe Novemail.

## Évolution du nom de l'équipe
- 1984 Panasonic
- 1985 Panasonic
- 1986 Panasonic
- 1987 Panasonic - Isostar
- 1988 Panasonic - Isostar
- 1989 Panasonic - Isostar
- 1990 Panasonic - Sportlife
- 1991 Panasonic - Sportlife
- 1992 Panasonic - Sportlife

## Principaux coureurs
- Phil Anderson
- Eddy Planckaert
- Steven Rooks
- Theo de Rooij
- Eric Van Lancker
- Erik Breukink
- Eric Vanderaerden
- Rudy Dhaenens
- Maurizio Fondriest
- Olaf Ludwig

## Principales victoires
- 1985
  - Dauphiné libéré
  - Tour de Suisse
  - Tour des Flandres
  - Gand Wevelgem
  - Grand Prix de Francfort
- 1986
  - Paris-Tours
  - Maillot vert au Tour de France
- 1987
  - Gand-Wevelgem
  - Paris-Roubaix
  - Het Volk
- 1988
  - Classement des jeunes au Tour de France
- 1989
  - Amstel Gold Race
  - Paris-Roubaix
- 1990
  - Paris-Roubaix
  - Liège-Bastogne-Liège
- 1991
  - Wincanton Classic
  - Grand Prix des Amériques
  - Coupe du monde de cyclisme 1991 : Classement individuel et par équipes.
- 1992
  - Classement des jeunes au Tour de France
  - Amstel Gold Race